# Percival David Foundation of Chinese Art
Die Percival David Foundation of Chinese Art ist eine Sammlung Chinesischer Keramik und verwandter Objekte, die heute im British Museum in London, England zu sehen ist.

## Geschichte der Sammlung
Der aus der jüdischen Kaufmannsfamilie Sassoon stammende spätere Sir Percival David (1892–1964) ergriff 1927 die Gelegenheit, die ersten aus der Verbotenen Stadt in Peking entwendeten oder von der Kaiserinwitwe verpfändeten Objekte zu erwerben. Er selbst legte ab 1930 verschiedene Kataloge zu den Beständen des Kaiserpalastes an und konnte weitere Teile für seine Sammlung erwerben.
Die Sammlung wurde 1931 erstmals im Londoner The Dorchester gezeigt und im Zweiten Weltkrieg ausgelagert. Gleichzeitig errichtete Percival David einen Lehrstuhl für Chinesische Kunst und Architektur am Courtauld Institute of Art, welches zur Universität London gehört. Um die Sammlung und die umfangreiche Bibliothek zusammenzuhalten, richtete er eine Stiftung an der School of Oriental and African Studies der Universität ein und siedelte dort auch den Lehrstuhl an.
1952 wurde die Sammlung der Öffentlichkeit zugänglich gemacht und in einem Gebäude am Gordon Square in London ausgestellt. Die Sammlung umfasst etwa 1700 Objekte. Zur Ausstellung gehört seit 1952 eine kleinere Sammlung von Mountstuart Elphinstone.

## Ausstellung heute
Die Sammlung wurde seit 2007 aus Geldmangel nicht mehr ausgestellt und ging auf eine Ausstellungsreise nach Japan und in die USA. Sie fand seit 2009 im Room 95 des British Museum eine neue Heimat. Zu den Glanzstücken gehören einige seltene Objekte des Ru-Brennofens und zwei ca. 63 cm hohe blau-weiße Tempelvasen aus der Zeit der Yuan-Dynastie aus dem Jahre 1351.
Am 13. November 2024 gab das British Museum bekannt, dass die Treuhänder der Sir Percival David Foundation ihre Privatsammlung chinesischer Keramik dem Museum dauerhaft schenken werden. Die Sammlung mit 1700 Stücken hat einen Wert von einer Milliarde Pfund Sterling und ist die bisher wertvollste Schenkung an ein britisches Museum.

## Ausstellungen
- 1997: Kimbell Art Museum, Fort Worth, Texas, USA
- 1998: The Society of the Four Arts, Palm Beach, Florida, USA
- 1998: Frick Art Museum, Pittsburgh, Pennsylvania, USA